# Divízió I 2018
La Divízió I 2018 (detta anche "Powerade Divízió I 2018" per ragioni di sponsorizzazione) è la 12ª edizione del campionato di football americano di secondo livello, organizzato dalla MAFSZ.

## Squadre partecipanti
| Club                 | Città       | Stadio | Sponsor ufficiale | Risultato nella stagione 2017 |
| -------------------- | ----------- | ------ | ----------------- | ----------------------------- |
| Budapest Cowbells 2  | Budapest    |        |                   |                               |
| Budapest Eagles 2    | Budapest    |        | TD Store          |                               |
| Budapest Titans      | Budapest    |        |                   |                               |
| Debrecen Gladiators  | Debrecen    |        |                   |                               |
| Miskolc Renegades    | Miskolc     |        |                   |                               |
| Szekszárd Bad Bones  | Szekszárd   |        |                   |                               |
| Szombathely Crushers | Szombathely |        |                   |                               |

## Stagione regolare

### Calendario

#### 1ª giornata
| Csepreg 17 marzo 2018, ore 15:00 | Szombathely Crushers | 12 – 0 | Budapest Cowbells 2 |  |

#### 2ª giornata
| Szekszárd 31 marzo 2018, ore 15:00 | Szekszárd Bad Bones | 37 – 7 | Budapest Eagles 2 |  |

| Szombathely 31 marzo 2018, ore 15:00 | Szombathely Crushers | 42 – 0 | Miskolc Renegades | SZSE |

| Budapest 31 marzo 2018, ore 15:00 | Budapest Cowbells 2 | 6 – 16 | Debrecen Gladiators | Angyalföldi Láng Sportcsarnok |

#### 3ª giornata
| Fót 7 aprile 2018, ore 15:00 | Budapest Titans | 0 – 21 | Szombathely Crushers | Balogh Sándor Sportcentrum |

#### 4ª giornata
| Miskolc 14 aprile 2018, ore 15:00 | Miskolc Renegades | 0 – 34 | Szekszárd Bad Bones | Ifjúsági Sporttelep |

| Budapest 14 aprile 2018, ore 15:00 | Budapest Cowbells 2 | 42 – 0 | Budapest Eagles 2 | Angyalföldi Sportközpont |

#### 5ª giornata
| Fót 22 aprile 2018, ore 15:00 | Budapest Eagles 2 | 13 – 12 | Miskolc Renegades | Balogh Sándor Sportcentrum |

#### 6ª giornata
| Dunaújváros 28 aprile 2018, ore 15:00 | Szekszárd Bad Bones | 10 – 17 | Szombathely Crushers | Dunaújváros Stadion |

| Nyírábrány 29 aprile 2018, ore 15:00 | Debrecen Gladiators | 55 – 14 | Budapest Titans |  |

#### 7ª giornata
| Dunaújváros 12 maggio 2018, ore 14:00 | Budapest Titans | 6 – 20 | Szekszárd Bad Bones | Eszperantó úti sportpálya |

| Nyírábrány 13 maggio 2018, ore 15:00 | Debrecen Gladiators | 39 – 3 | Miskolc Renegades |  |

#### 8ª giornata
| Budapest 20 maggio 2018, ore 14:00 | Budapest Titans | 0 – 20 | Budapest Cowbells 2 |  |

| Fót 20 maggio 2018, ore 15:00 | Budapest Eagles 2 | 6 – 33 | Debrecen Gladiators | Balogh Sándor Sportcentrum |

#### 9ª giornata
| Budapest 26 maggio 2018, ore 12:00 | Budapest Cowbells 2 | 38 – 29 | Szekszárd Bad Bones | Sport13 |

| Szombathely 26 maggio 2018, ore 15:00 | Szombathely Crushers | 38 – 0 | Budapest Eagles 2 |  |

#### 10ª giornata
| Miskolc 2 giugno 2018, ore 15:00 | Miskolc Renegades | 13 – 16 | Budapest Titans | Ifjúsági Sporttelep |

#### 11ª giornata
| Nyírábrány 9 giugno 2018, ore 15:00 | Debrecen Gladiators | 16 – 20 | Szombathely Crushers |  |

#### 12ª giornata
| Szirmabesenyő 23 giugno 2018, ore 15:00 | Miskolc Renegades | 19 – 34 | Budapest Cowbells 2 | Sportpálya |

| Budapest 23 giugno 2018, ore 15:00 | Budapest Eagles 2 | 0 – 44 | Budapest Titans | Sport13 |

| Szekszárd 24 giugno 2018, ore 14:45 | Szekszárd Bad Bones | 49 – 23 | Debrecen Gladiators |  |

### Classifica
Le classifiche della regular season sono le seguenti:
- PCT = percentuale di vittorie, G = partite giocate, V = partite vinte,  P = partite perse, PF = punti fatti, PS = punti subiti

| Pos. | Squadra              | PCT   | G | V | N | P | PF  | PS  |
| ---- | -------------------- | ----- | - | - | - | - | --- | --- |
| 1    | Szombathely Crushers | 1.000 | 6 | 6 | 0 | 0 | 140 | 26  |
| 2    | Szekszárd Bad Bones  | .667  | 6 | 4 | 0 | 2 | 179 | 91  |
| 3    | Budapest Cowbells 2  | .667  | 6 | 4 | 0 | 2 | 133 | 76  |
| 4    | Debrecen Gladiators  | .667  | 6 | 4 | 0 | 2 | 175 | 98  |
| 5    | Budapest Titans      | .333  | 6 | 2 | 0 | 4 | 80  | 129 |
| 6    | Budapest Eagles 2    | .167  | 6 | 1 | 0 | 5 | 26  | 206 |
| 7    | Miskolc Renegades    | .000  | 6 | 0 | 0 | 6 | 47  | 178 |

## Playoff

### Tabellone
|  | Semifinali | Semifinali           | Semifinali |                     |   | XII Pannon Bowl      | XII Pannon Bowl | XII Pannon Bowl |  |
|  |            |                      |            |                     |   |                      |                 |                 |  |
|  | 1          | Szombathely Crushers | 14         |                     |   |                      |                 |                 |  |
|  | 1          | Szombathely Crushers | 14         |                     |   |                      |                 |                 |  |
|  | 4          | Debrecen Gladiators  | 0          |                     |   |                      |                 |                 |  |
|  | 4          | Debrecen Gladiators  | 0          |                     | 1 | Szombathely Crushers | 17              |                 |  |
|  |            |                      |            |                     | 1 | Szombathely Crushers | 17              |                 |  |
|  |            |                      | 2          | Szekszárd Bad Bones | 7 |                      |                 |                 |  |
|  | 3          | Budapest Cowbells 2  | 2          | Szekszárd Bad Bones | 7 | 16                   |                 |                 |  |
|  | 3          | Budapest Cowbells 2  |            |                     |   |                      |                 |                 |  |
|  | 2          | Szekszárd Bad Bones  | 18         |                     |   |                      |                 |                 |  |

### Semifinali
| Szombathely 7 luglio 2018, ore 15:00 | Szombathely Crushers | 14 – 0 | Debrecen Gladiators | SZSE |

| Szekszárd 8 luglio 2018, ore 14:45 | Szekszárd Bad Bones | 18 – 16 | Budapest Cowbells 2 |  |

### XII Pannon Bowl
| Szombathely 15 luglio 2018, ore 15:00 | Szombathely Crushers | 17 – 7 | Szekszárd Bad Bones | SZSE |

## Verdetti
- Szombathely Crushers Vincitori della Divízió I 2018